# Chrysometa claudia
Chrysometa claudia là một loài nhện trong họ Tetragnathidae.
Loài này thuộc chi Chrysometa. Chrysometa claudia được Herbert W. Levi miêu tả năm 1986.